# 埃克塞特 (英國國會選區)
埃克塞特（英語：Exeter），英國國會一自治市選區，位於英格蘭德文郡，包括了埃克塞特的大部份地區。設於1295年。1660年起應選兩席，1885年應選一席。
本區議席自1885年起多數由保守黨控制，1951年起由工黨與保守黨爭持。2010年大選中工黨的本·布拉德肖以38.2%選票勝出該區三度連任，成為西南英格蘭當年四個工黨國會議員之一。